# Pinguicula martinezii
Pinguicula martinezii este o specie de plante carnivore din genul Pinguicula, familia Lentibulariaceae, ordinul Lamiales, descrisă de Zamudio. Conform Catalogue of Life specia Pinguicula martinezii nu are subspecii cunoscute.